# Айронтон (Миннесота)
Айронтон (англ. Ironton) — город в округе Кроу-Уинг, штат Миннесота, США. На площади 5,1 км² (3,9 км² — суша, 1,2 км² — вода), согласно переписи 2002 года, проживают 498 человек. Плотность населения составляет 128,6 чел./км².
- Телефонный код города — 218
- Почтовый индекс — 56455
- FIPS-код города — 27-31274[1]
- GNIS-идентификатор — 0645460[2]